# Theodotus van Aetolië
Theodotus van Aetolië (Oudgrieks: Θεόδοτος) was een veldheer onder Ptolemaeus IV Philopator tegen Antiochus III de Grote.